# Fadenmolch
Der Fadenmolch (Lissotriton helveticus, Syn.: Triturus helveticus, vgl.: Triturus) ist ein Schwanzlurch aus der Familie der Echten Salamander und Molche (Salamandridae).

## Merkmale
Der Fadenmolch ist ein kleiner, zierlicher Molch – die Männchen werden 8,5, die Weibchen 9,5 Zentimeter lang. Der Rücken ist braun, die Flanken sind gelbbraun gefärbt. Die Bauchseite ist zur Paarungszeit hellgelb und weist in der Mitte keine Fleckung auf. Die Kehle ist perlmutt- bis fleischfarben ohne Punkte (vergleiche dagegen: Teichmolch). Weibchen in Landtracht sowie Jungtiere haben manchmal eine rote Linie auf dem Rücken. Die Männchen zeigen in der Wassertracht einen bis zu acht Millimeter langen Faden am Schwanzende und weisen auffallend große, dunkle Schwimmhäute an den Hinterfüßen auf. Ihre vergrößerte Kloake ist dunkel pigmentiert. Bei den unscheinbaren Weibchen besteht eine hohe Verwechslungsgefahr mit denen des Teichmolches (siehe dort); der Fadenmolch ist jedoch, abgesehen von waldreichen Regionen atlantischer Mittelgebirge, wesentlich seltener. Fadenmolche beiderlei Geschlechts wirken durch hervortretende Rückendrüsenleisten im Querschnitt oft etwas "eckiger" als Teichmolche.

## Verbreitung

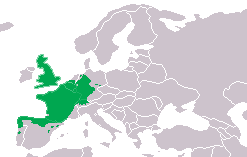
Verbreitung des Fadenmolches

Die Art ist ein atlantisches bis subatlantisches Faunenelement mit dem Verbreitungsschwerpunkt in Frankreich. Daneben werden die Britische Hauptinsel, die Beneluxländer, Teile Deutschlands, der Schweiz und der nördlichen Iberischen Halbinsel besiedelt. Innerhalb Deutschlands kommen Fadenmolche vor allem im Westteil vor, so im südlichen Niedersachsen, Teilen Nordrhein-Westfalens, im Saarland, in Rheinland-Pfalz, Hessen und Baden-Württemberg. Die östlichsten Vorposten der Verbreitung liegen im Erzgebirge sowie im Thüringer Wald und Harz. Auch im nordwestdeutschen Tiefland gibt es einige inselartige Vorkommen, so z. B. in der Lüneburger Heide und im Ammerland. Die nordöstliche Verbreitungsgrenze bildet das Elbe-Urstromtal.

## Lebensraum und Lebensweise

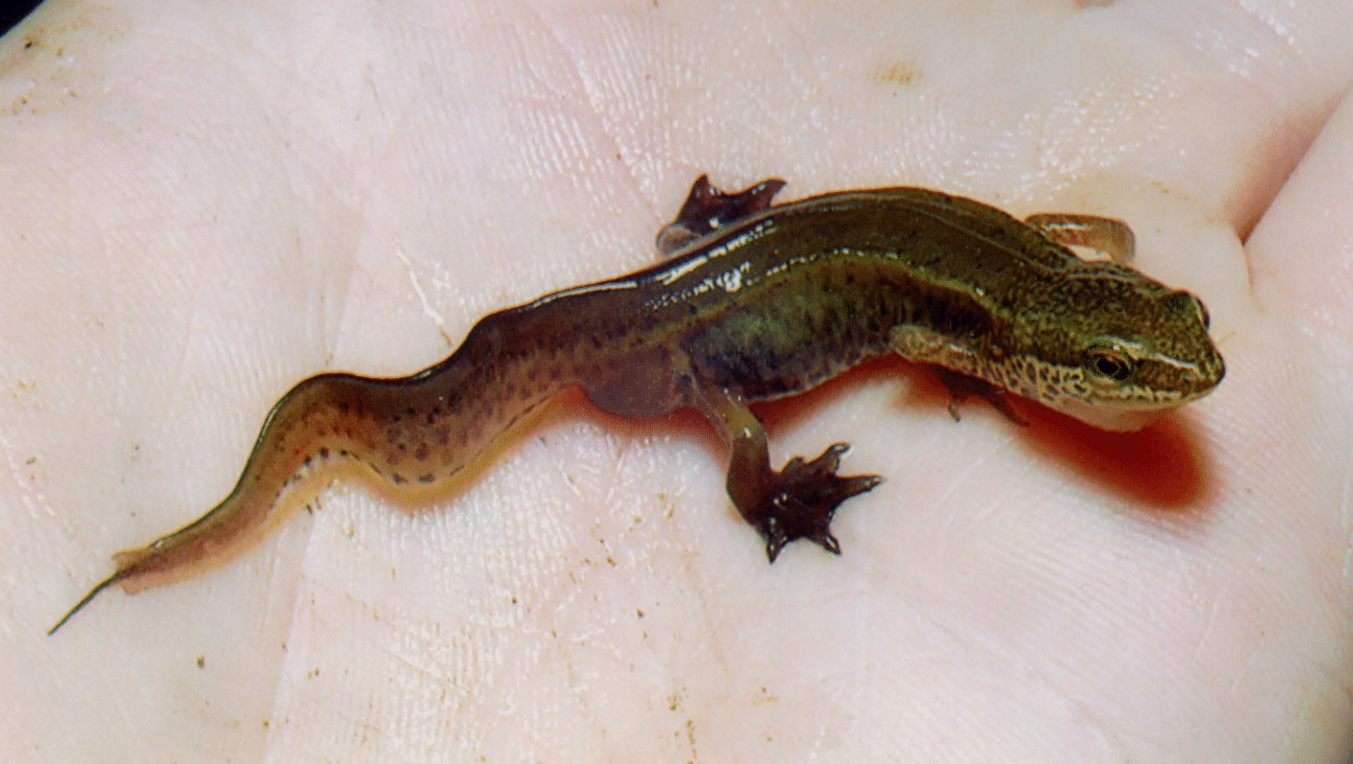
Männchen in Wassertracht

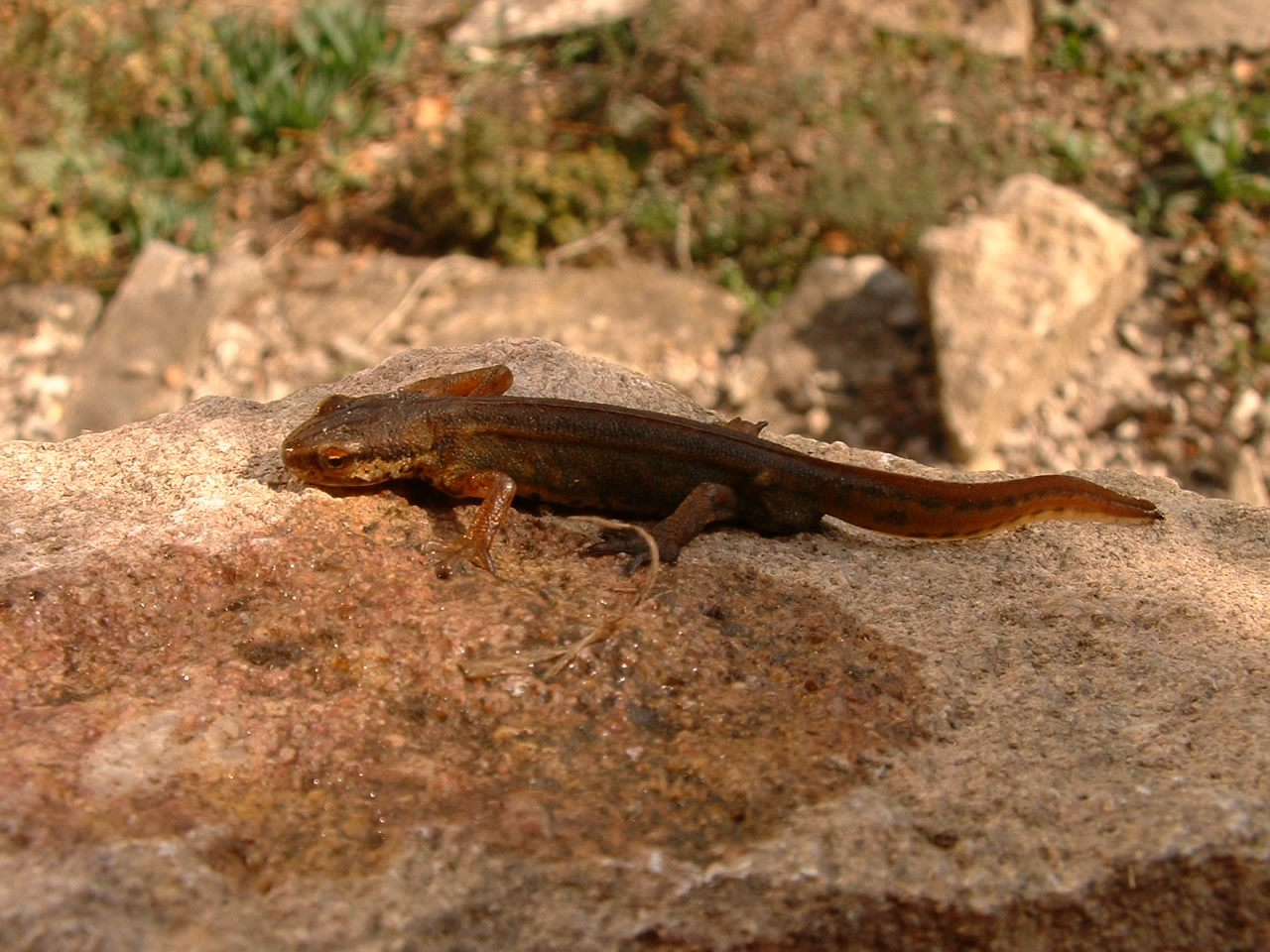
Männchen in Landtracht

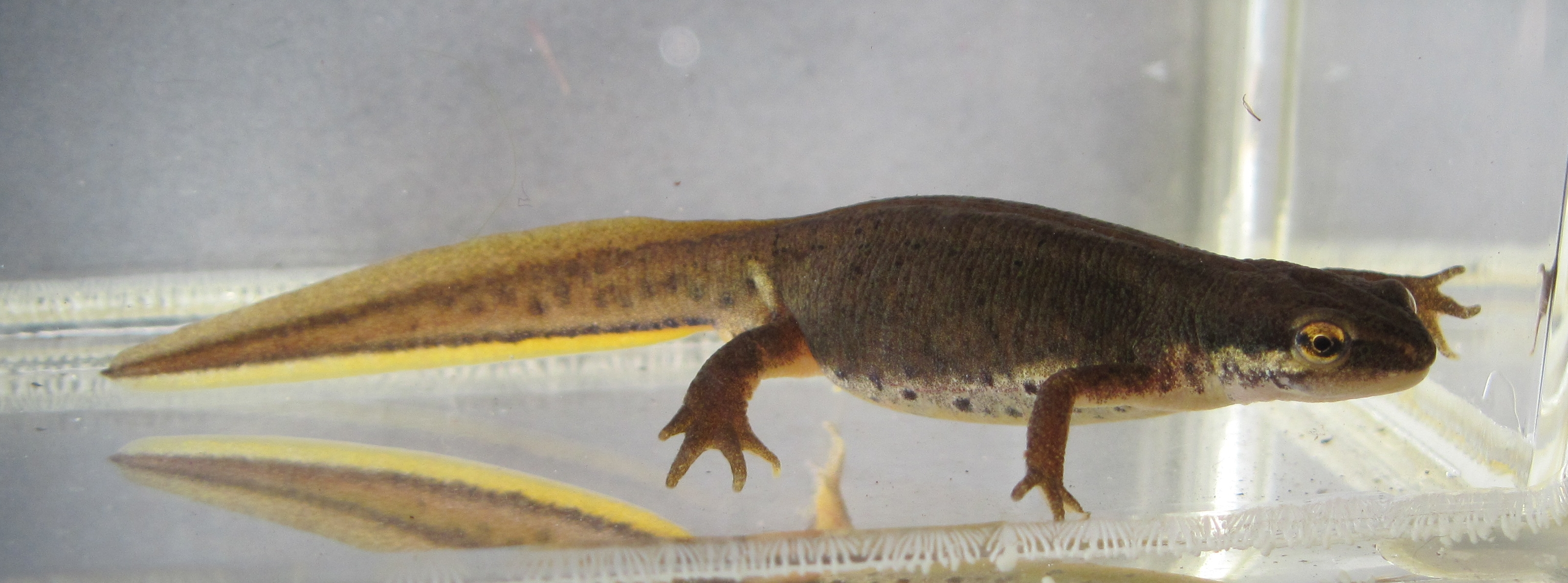
Fadenmolchweibchen

Der Hauptlebensraum sind zusammenhängende Laubwaldgebiete der Mittelgebirge. Dort werden kühle, meist besonnte bis halbschattige Kleingewässer zur Fortpflanzung aufgesucht, darunter auch Stau- und Quellgewässer sowie wassergefüllte Fahrspuren auf Waldwegen. Vollkommen beschattete und vegetationslose Gewässer werden eher gemieden. Oft ist die Art dabei mit dem Bergmolch vergesellschaftet. Die Alttiere halten sich vom Beginn der Jahresaktivitätszeit – in Mitteleuropa: Februar/März – bis in den Frühsommer im Gewässer auf; die eigentliche Laichzeit reicht von März bis Mai. (Zum Balz- und Paarungsverhalten vergleiche Ausführungen unter Teichmolch, Nördlicher Kammmolch und Triturus.) Danach kehren sie in ihre Landhabitate zurück, wo sie tagsüber unter Baumstümpfen, Steinen oder Falllaub ruhen und nachts auf die Jagd nach Insekten, Würmern und ähnlichem Kleingetier gehen. Im Laichgewässer fressen sie, wie alle Wassermolche, außerdem Insektenlarven, Wasserasseln, aber auch Molcheier und -larven (einschließlich der eigenen Art) und Froschlaich.
Die Larven, die sich aus den maximal 450 Einzeleiern entwickeln, welche ein Weibchen pro Saison hervorbringen kann, benötigen nach einer drei- bis vierwöchigen Embryonalphase noch ungefähr zwei bis drei Monate bis zur Metamorphose. Bis dahin ernähren sich die Larven, die nicht von denen des Teichmolches unterschieden werden können, vor allem von Kleinstkrebsen und Mückenlarven. Nach ihrem Landgang, bei dem sie eine Länge von 30 bis 40 Millimetern aufweisen, dauert es bis zum zweiten Lebensjahr, ehe ihre Geschlechtsreife eintritt.

## Systematik
Bis zu einer in den letzten Jahren vorgenommenen weiteren Auftrennung der Gattung Triturus wurde der Fadenmolch ebenfalls in dieser bis zu 15 Arten umfassenden Gattung geführt. Der traditionelle Name Triturus helveticus wird jedoch immer noch manchmal verwendet.
Innerhalb des Gesamtverbreitungsgebietes werden mehrere Unterarten unterschieden:
- Unterart Lissotriton helveticus alonsai/sequeirai (nordwestliche Iberische Halbinsel)
- Unterart L. helveticus helveticus (Nominatform; weite Teile des Verbreitungsgebietes)
- Unterart L. helveticus punctillatus (Karstsee Pozo Negro in Spanien)

## Gefährdung und Schutz
Fadenmolchbestände leiden unter der Zerstörung oder Beeinträchtigung von Kleingewässern durch Zuschüttung oder Eintrag von Müll, Dünger und Umweltgiften. Werden von Menschen Fische in Kleingewässer eingesetzt, die dort natürlicherweise nicht vorkommen würden, führt dies in der Regel zum Zusammenbruch von Lurchpopulationen, da deren Laich und Larven von den meisten Fischen gefressen werden.
Insbesondere bei den saisonalen Wanderungen, beispielsweise vom Winterquartier zum Laichgewässer, erleiden Fadenmolche und andere Amphibien an vielen Stellen im dicht besiedelten Mitteleuropa Verluste durch den Straßenverkehr.
Gesetzlicher Schutzstatus (Auswahl)
- Bundesnaturschutzgesetz (BNatSchG): besonders geschützt

Nationale Rote Liste-Einstufungen (Auswahl)
- Rote Liste der Bundesrepublik Deutschland: nicht gefährdet

(in einigen Roten Listen der Bundesländer aber Einstufung in verschiedenen Gefährdungskategorien)
- Rote Liste Österreichs: Bundesweit nicht eingestuft, da erst seit 2008 aus dem Rheindelta bekannt. In Vorarlberg: DD (Data deficient)[5][6]
- Rote Liste der Schweiz: VU (entspricht: gefährdet)